# Secoli bui

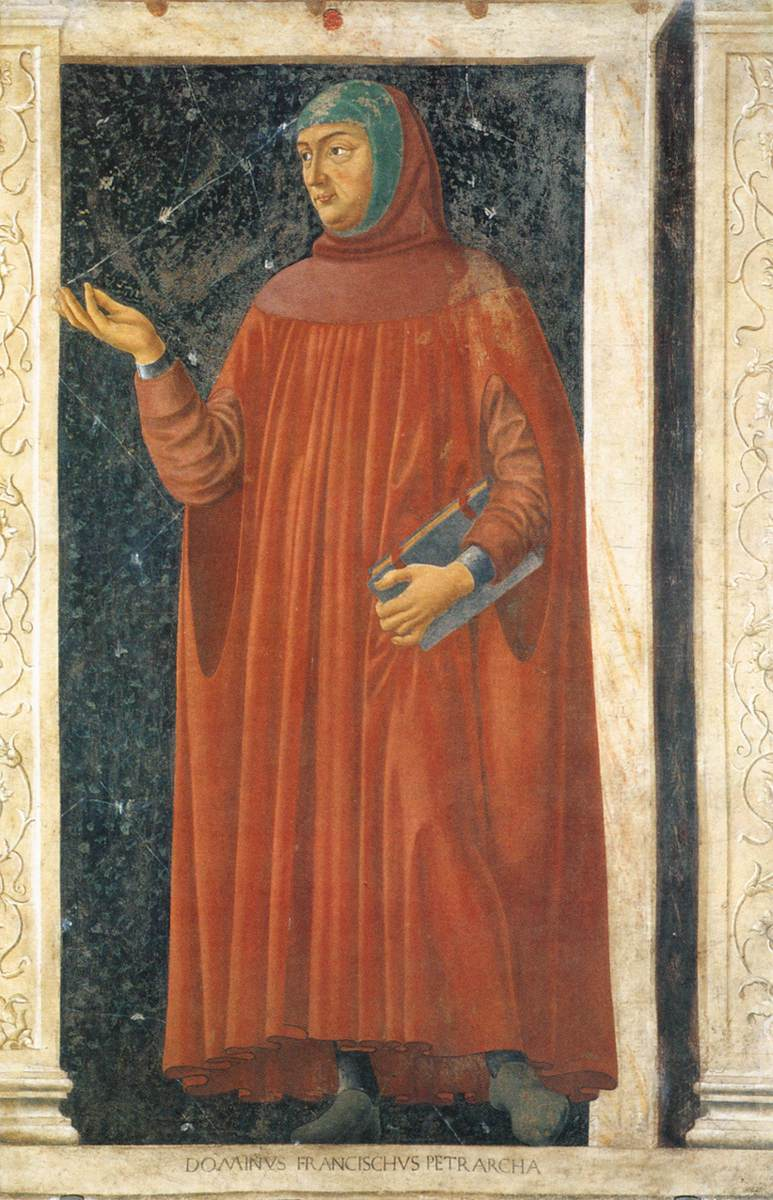
Francesco Petrarca, che concepì l'idea di Secoli bui (Andrea del Castagno, Ciclo degli uomini e donne illustri)

I secoli bui è un'espressione coniata dallo scrittore italiano Francesco Petrarca per caratterizzare negativamente il Medioevo, ovvero il periodo che va dalla caduta dell'Impero romano d'Occidente (476 d.C.) alla fine del XV secolo, in contrapposizione a quello precedente, l'epoca classica, e a quello successivo, il Rinascimento, visti invece come epoche luminose per l'umanità; questa connotazione negativa è dibattuta dalla storiografia moderna la quale, al contrario, rivaluta il Medioevo come tappa fondamentale dello sviluppo dell'arte e della cultura occidentale.

## Storia
Il termine fa uso del tradizionale concetto di luce contro oscurità, nel quale l'"oscurità" di quell'epoca (scarsità di documentazioni e testimonianze) venne preceduta e succeduta da "luce" (abbondanza di documentazioni e testimonianze). Il concetto di "secoli bui" ebbe origine nel 1330 con lo scrittore italiano Francesco Petrarca, che considerava i secoli post-romani "bui" rispetto alla "luce" dell'antichità classica. L'espressione fu ripresa in latino, come saeculum obscurum, da Cesare Baronio nel 1602, per definire un periodo tumultuoso nel X e XI secolo. Il concetto arrivò così a caratterizzare l'intero Medioevo come un periodo di oscurità intellettuale a cavallo tra la caduta di Roma e il Rinascimento e divenne particolarmente popolare durante l'Illuminismo del XVIII secolo.
Man mano che il significato venne meglio compreso, tra il XVIII e il XX secolo, gli studiosi iniziarono a limitare la denominazione "secoli bui" (dark ages, in inglese) all'Alto Medioevo (V-X secolo), nonostante molti ne rifiutino l'uso anche solo per quell'esclusivo periodo. La maggior parte degli studiosi moderni, infatti, evita l'uso del termine a causa delle sue connotazioni prettamente negative, reputandolo fuorviante e poco accurato. Nonostante ciò, la sua connotazione negativa e peggiorativa rimane in uso a tutt'oggi, tipicamente nella cultura popolare, che spesso tende a caratterizzare il Medioevo, per certi versi in modo non approfondito, come un periodo esclusivamente permeato da oscurantismo e violenza.